# André Biyogo Poko
André Biyogo Poko (* 1. Januar 1993 in Bitam) ist ein gabunischer Fußballspieler.

## Karriere

### Verein
Poko erlernte das Fußballspielen in seiner Heimat Gabun bei US Bitam. 2009 wurde er hier Teil der Profimannschaft und gewann ein Jahr später das nationale Double aus Meisterschaft und Pokal. 2011 wechselte er zum französischen Klub Girondins Bordeaux. Dieser setzte ihn erst in seiner Reservemannschaft, der Girondins Bordeaux B und anschließend in seiner 1. Profimannschaft ein. Mit dieser gewann er 2013 den nationalen Pokal. Im Sommer 2016 verpflichtete ihn der türkische Erstligist Kardemir Karabükspor. Hier spielte er bis zur Winterpause 2017/18 und wechselte dann zu Ligarivale Göztepe Izmir. Im Februar 2020 nahm ihn dann Zweitligist Altay Izmir unter Vertrag. Mit dem Verein konnte er am Ende der Saison den Aufstieg in die Süper Lig feiern. Nach einer weiteren Spielzeit dort ging Poko weiter zu Khaleej Club in die Saudi Professional League. Die Saison 2023/24 verbrachte er beim israelischen Erstligisten Hapoel Be’er Scheva und nach kurzer Vereinslosigkeit stand Poko ab Mitte Oktober 2024 beim NK Istra 1961 in Kroatien unter Vertrag. Doch schon am 5. Februar 2025 folgte der nächste Wechsel zum türkischen Zweitligisten Amed SK.

### Nationalmannschaft
Mindestens zwischen 2007 und 2011 bestritt der Mittelfeldakteur Partien für diverse gabunische Jugendauswahlen und gewann mit dessen U-23 die Afrikameisterschaft 2011 in Marokko. Während dieser Zeit debütierte Poko außerdem am 11. August 2010 für die A-Nationalmannschaft Gabuns beim 2:1-Testspielsieg in Algerien. Im Sommer 2012 stand er zwar im Kader der Auswahl für die Olympischen Spiele in London, kam dort jedoch zu keinem Einsatz. In den folgenden 13 Jahren absolvierte Poko 79 A-Länderspiele, schoss dabei vier Treffer und nahm insgesamt fünf Mal am Afrika-Cup teil.

## Erfolge
- Gabunischer Meister: 2010
- Gabunischer Pokalsieger: 2010
- U-23-Afrikameister: 2011
- Französischer Pokalsieger: 2013